# 대흥중학교 (경기)
대흥중학교(大興中學校)는 대한민국 경기도 시흥시 대야동에 있는 공립 중학교이다.

## 학교 연혁
- 1994년 2월 28일 : 대흥중학교 설립인가
- 1995년 3월 1일 : 초대 김철수 교장 취임
- 1995년 3월 3일 : 대흥중학교 개교(2학년 13개반 670명 전입)
- 1995년 3월 6일 : 신입생 12개반 663명 입학
- 1997년 2월 14일 : 제1회 졸업(637명 졸업)
- 2013년 6월 27일 : 시흥교육지원청 선정 도서관 모범 학교
- 2014년 3월 11일 : 2014 NIE 선도학교(한국언론진흥재단 선정)
- 2015년 3월 1일 : 혁신공감학교, 교육복지우선지원사업 운영교
- 2016년 3월 1일 : 혁신학교 지정
- 2015년 3월 1일 : 교육부 지정 S/W 연구학교(2년)
- 2016년 1월 11일 : 제20회 졸업(192명, 연 인원 10,003명)
- 2022년 9월 1일 : 제12대 나봉규 교장 취임
- 2024년 1월 5일 : 제28회 졸업(103명)
- 2024년 3월 4일 : 신입생 4개반 121명 입학

## 참고 자료
- 대흥중학교 - 한국교육학술정보원 학교알리미